# Sotiates
Les Sotiates, Sottiates ou Sontiates, étaient un peuple aquitain (Proto-Basques) sous influence celte en Aquitaine protohistorique, dans la région de Sos, dans l'actuel département de Lot-et-Garonne.

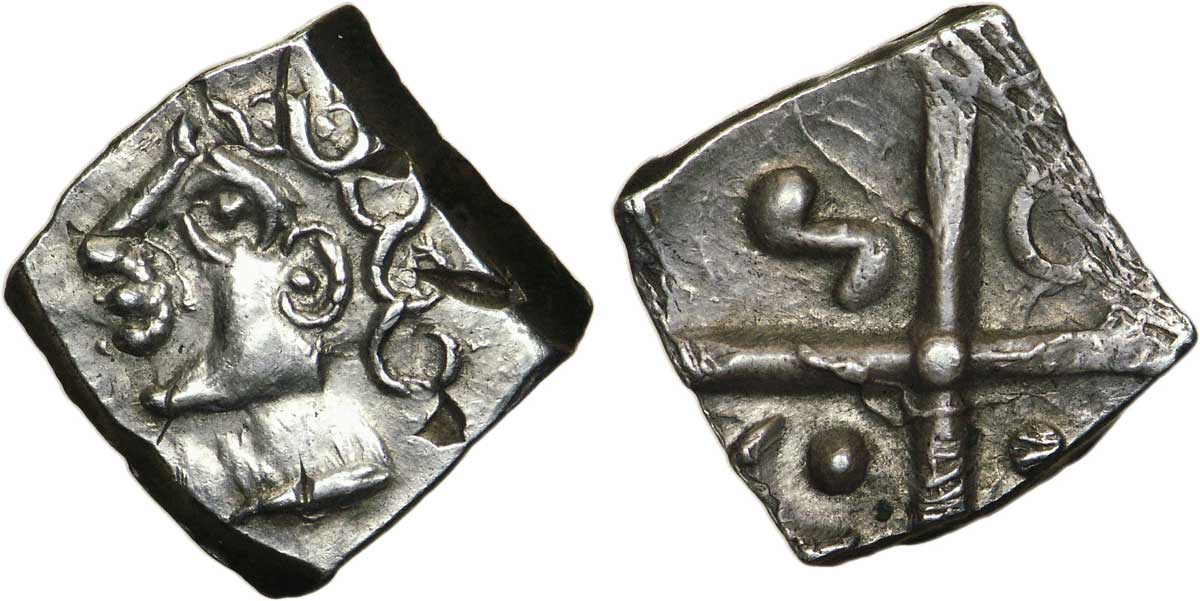
Drachme « à la tête bouclée du Causé » frappé par les Sotiates. Date : IIe-Ier siècles av. J.-C.

## Origine du peuple
Son origine soulève différentes hypothèses. Selon Jean-Pierre Brèthes, le peuple des Sotiates, qui possède un oppidum (Oppidum Sotiatum), un site fortifié en cas d'attaque situé dans la région de Sos, vit, combat, bat monnaie et s'administre comme un peuple gaulois.
Le fait que ce peuple se batte seul contre Crassus sous les ordres de son roi Adiatuanos (dont le nom signifie "ambition" en gaulois), alors que tous les autres peuples aquitains forment une coalition, suggère qu'il pourrait s'agir de Gaulois installés aux portes de l'Aquitaine. Autre fait troublant est qu'ils ne sont pas nommés parmi les « Neuf Peuples » aquitains au IIIe siècle répertoriés par l'administration impériale dans la partie sud de l'Aquitaine antique car rattachés aux territoires des Elusates, situés au sud de leur oppidum, avec pour capitale Elusa (Eauze), et future capitale de la région de Novempopulanie.
Cependant, d'autres linguistes tels que Theo Vennemann, José Ignacio Hualde ou Joseba Andoni Lakarra soulignent la présence de la langue aquitaine (proto-basque) dont le nom de la garde rapprochée d'Adiatuanos, composée de 600 soldats appelés les "Soldurii" ainsi que les noms de deux dédicants trouvés à Sos : "Adehio" et "Harbelesteg",.
Selon le linguiste Joaquín Gorrochategui : « L'Aquitaine a subi aussi une profonde influence gauloise, plus remarquable au fur et à mesure que l'on s’éloigne des Pyrénées vers le nord et l'est de la région. Les témoins de cette pénétration sont : les noms de personnes et de divinités gauloises, les noms de peuples en -ates, et postérieurement les toponymes romans en -ac. »

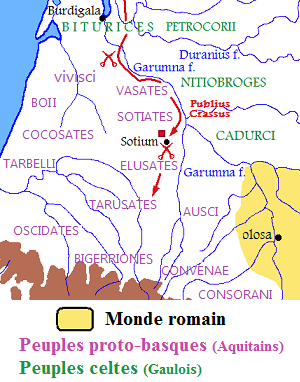
Campagne romaine de Crassus.

## Historique
Ce peuple aquitain est mentionné entre les Elusates (Pays d'Eauze, Gers) et les Osquidates campestri (région de Houeillès, Lot-et-Garonne) par Pline. Leur territoire correspond certainement à l'actuelle région de Sos-en-Albret (Lot-et-Garonne), ville qui pourrait avoir été leur chef-lieu.
Vers 78 av. J.-C., les peuples de la moyenne Garonne engagent le combat pour la première fois avec les Romains. Ces derniers subissent une défaite, entrainant la mort d’un légat, Lucius Valérius Préconius. L'armée est taillée en pièces par les Aquitains, le proconsul Lucius Manlius doit prendre la fuite après avoir perdu ses bagages.
Les Sotiates apparaissent dans l'histoire lors de la guerre des Gaules. En effet, en 56 av. J.-C., sous la direction d'Adiatuanos (Adiatunnus), ils affrontent Publius Crassus qui possède douze cohortes de légionnaires, une cavalerie importante et de nombreux renforts auxiliaires venus de Toulouse, de Carcassonne et de Narbonne, pays dépendants de la province romaine. Dans un combat de cavalerie, les Sotiates attaquent mais l'engagement se solde par un échec. Contraints de se réfugier dans leur capitale (Sos), ils sont assiégés et finissent par capituler après une résistance que César décrit comme opiniâtre,.

## Sources
- Venceslas Kruta, Les Celtes, Histoire et Dictionnaire, page 824, éditions Robert Laffont, coll. « Bouquins », Paris, 2000,  (ISBN 2-7028-6261-6).